# Dohrniphora brasiliensis
Dohrniphora brasiliensis är en tvåvingeart som beskrevs av Borgmeier 1922. Dohrniphora brasiliensis ingår i släktet Dohrniphora och familjen puckelflugor. Inga underarter finns listade i Catalogue of Life.